# José Conejos Ortells
Joseph o José Tobías Conejos Ortells (Rubielos de Mora, c. 17 de febrero de 1673 - Segorbe, 3 de diciembre de 1745) fue un compositor y maestro de capilla español.
No debe confundirse con José o Joseph Conejos Igual (1709-1785), también originario de Rubielos de Mora y maestro de capilla de la Catedral de Jaca. Tampoco debe confundirse con Manuel Conejos de Egüés (1654-1729), ni con su hermano Miguel Conejos de Egüés. Es posible que todo formasen parte de una familia de músicos, pero no hay pruebas de ello.

## Vida
Nació en Rubielos de Mora, en la provincia de Teruel, hijo de Tobías Conejos y María Ortells. Es posible que Antonio Teodoro Ortells fuese tío por parte de madre. Fue bautizado el 19 de febrero de 1673 en la Iglesia de Santa María la Mayor de Rubielos de Mora, por lo que habría nacido unos días antes, que el musicólogo Marqués estima en el 17 o 18 de febrero.

A diez y nuebe de febrero año mil seiscientos setenta y tres yo el L[icencia]do Christobal Campos [?] Presbitero Beneficiado de licencia [?] del D[octo]r Antonio Raxadell [Rajadell] yo [?] baptize [bauticé] @ Joseph Tobias hijo de Tobias Conejos menor [?] y Maria Ortells conIuges [conyuges] Padrino Juan Conejos.
Acta bautismal, 19 de febrero de 1673

De su etapa posterior se sabe poco, pero se supone que estuvo en Valencia. Dos hechos lo indican: por una parte que haya composiciones y borradores de José Hinojosa copiados por Conejos en el Real Colegio del Corpus Christi, algunas encargadas por el mismo Colegio. Por otro, su tío, Antonio Teodoro Ortells fue maestro de capilla del Colegio del Corpus Christi (1674-1675) y de la Catedral de Valencia (1675-1704), los dos cargos musicales más importantes de la ciudad.
Las primeras noticias que se tienen con seguridad son de su llegada a Segorbe. Tras el fallecimiento del maestro Mateo Peñalba en 1714 se nombró de forma interina al contralto Onofre Molina para el cargo de maestro de capilla de la Catedral de Segorbe. Las condiciones no debieron ser buenas, ya que Molina  renunció en 1716 al cargo. Lo sustituyeron de forma interina el tenor Antonio Díaz en la instrucción de infantes y el tenor domero Baltasar Flor en la dirección de la capilla de música. Se cree que Conejos fue nombrado para el magisterio de Segorbe a principios de 1717, aunque su primera mención es del 8 de noviembre de 1717.
Durante el magisterio de Conejos se instauró la costumbre de aprobar los textos de los villancicos por algún miembro del cabildo, debido a la irreverencia religiosa que estaba apareciendo en algunos casos. También está clara la falta de medios de la capilla por las constantes solicitudes de ayuda financiera de los músicos de la capilla o por el mal estado del órgano, que tiene deteriorados varios registros. Esta falta de medios se compensaba en parte con las actuaciones de la capilla fuera de la Catedral e incluso la actuación de los músicos en fiestas profanas. La costumbre llevó a algunos conflictos. El maestro no tuvo conflictos con el cabildo y sus relaciones fueron positivas:

Habiendo suplicado al Ilustre Cabildo mosén Joseph Conejos, Maestro de Capilla, la gracia de que a sus costas se le permitiera iluminar la Capilla de San Miguel y todos Santos, sita en los Claustros de esta Santa Iglesia, a hacer un retablo nuevo, en la testera de dicha capilla para colocar en el centro San Joseph, y San Blas, y en el remate San Miguel, y a los lados todos Santos, cuya invocación tiene dicha Capilla; atendiendo dichos Señores al cristiano celo y devoción del suplicante, como y que por este medio quedaría hermoseada dicha capilla, deliberaron se le hiciera dicha gracia, y que por ella se le dieran las gracias.
Actas capitulares de la Catedral de Segorbe, 8 de febrero de 1741

El 9 de agosto de 1745 se nombró a José Gil Pérez —discípulo de Conejos en Segorbe— como maestro sustituto, debido a la avanzada edad del maestro Conejos. Conejos fallecería en el cargo en Segorbe, el 3 de diciembre de 1745.

En 4 de diciembre de 1745, se dio eclesiástica sepultura a mosén José Conejos, Maestro de Capilla de esta Santa Iglesia Catedral; hizo testamento ante Manuel Soriano, escribano de la villa de Altura, a 16 del mes de junio del mismo año; y en él dispuso sus obras pías en la forma siguiente: primeramente quiso se le hiciere aquel entierro que se acostumbra hacer en esta Santa Iglesia a sus residentes, y concluidos todos los actos, le sea librada eclesiástica sepultura en la Capilla de todos Santos, donde colocó a sus expensas a San José y San Blas, y que a más de que sus bienes se tome lo que sea necesario para pagar su funeral: que se saque igualmente para pagar doscientas misas, con limosna de cuatro sueldos para que se celebren 100 en la Catedral por sus residentes, y las otras 100, sacadas 30 misas, 10 para cada uno de los conventos de San Pablo, San Blas y Santa Ana, las demás a disposición de mis albaceas [...]
Actas capitulares de la Catedral de Segorbe, 4 de diciembre de 1741

## Obra
La música de Conejos continúa la tradición barroca de su predecesor Peña, aunque se reduce el número de voces de 12 a 8 o incluso menos. También inició la transición «tímbrica», del bajón al violón o las trompas, instrumentos más modernos. De sus 120 composiciones se han conservado casi todas, si se suman las que se encuentran en el archivo catedralicio de Segorbe y en el Colegio del Corpus Cristi.